# انر والنسیا
انر والنسیا (انگلیسی: Enner Valencia؛ زادهٔ ۴ نوامبر ۱۹۸۹) بازیکن فوتبال اهل اکوادور است که در پست مهاجم و هافبک هجومی برای باشگاه فوتبال فنرباغچه در سوپر لیگ ترکیه و تیم ملی فوتبال اکوادور بازی می‌کند.
والنسیا قبلاً برای املس در اکوادور بازی کرده است و همراه این تیم قهرمان سری آ اکوادور شد و کفش طلای کوپا سودامریکانا را در سال ۲۰۱۳ دریافت کرد. والنسیا همچنین برای پاچوکا مکزیک بازی کرده.
در سطح ملی، والنسیا از اولین بازی خود در سال ۲۰۱۲ تاکنون ۷۷ بازی ملی برای اکوادور انجام داده است. او نماینده این کشور در جام جهانی فوتبال ۲۰۱۴ و ۲۰۲۲ بوده و در کوپا آمریکا در سال های ۲۰۱۵، ۲۰۱۶، ۲۰۱۹ و ۲۰۲۱ نماینده کشورش بوده است. وی در بازی افتتاحیه جام جهانی ۲۰۲۲ قطر، ۲ گل برای تیم ملی فوتبال اکوادور به ثمر رساند.
وی همچنین با ۳۸ گل‌زده، بهترین گلزن تیم ملی فوتبال اکوادور نیز است.
بازیکنی چابک و پا به توپ با قدرت بدنی بالا دونده و موقعیت شناس.

## گل‌های ملی
|    | تاریخ           | میزبان                                                     | رقیب                | زده   | پایانی | رقابت                             |
| -- | --------------- | ---------------------------------------------------------- | ------------------- | ----- | ------ | --------------------------------- |
| ۱  | ۱۹ نوامبر ۲۰۱۳  | ورزشگاه بی‌بی‌وی‌ای کامپس, هیوستون                            | هندوراس             | ۲-۲   | ۲-۲    | دوستانه                           |
| ۲  | ۵ مارس ۲۰۱۴     | ورزشگاه دن, لندن                                           | استرالیا            | ۳-۳   | ۳-۴    | دوستانه                           |
| ۳  | ۳۱ مه ۲۰۱۴      | ورزشگاه ای تی اند تی, آرلینگتون                            | مکزیک               | ۳-۱   | ۳-۱    | دوستانه                           |
| ۴  | ۴ ژوئن ۲۰۱۴     | ورزشگاه هارد راک, میامی                                    | انگلستان            | ۰-۱   | ۲-۲    | دوستانه                           |
| ۵  | ۱۵ ژوئن ۲۰۱۴    | ورزشگاه ملی مانه گارینشا, برازیلیا                         | سوئیس               | ۰-۱   | ۲-۱    | جام جهانی فوتبال ۲۰۱۴ برزیل       |
| ۶  | ۲۰ ژوئن ۲۰۱۴    | ورزشگاه آرنا دا بایشادا, کوریتیبا                          | هندوراس             | ۱-۱   | ۱-۲    | جام جهانی فوتبال ۲۰۱۴ برزیل       |
| ۷  | ۲۰ ژوئن ۲۰۱۴    | ورزشگاه آرنا دا بایشادا, کوریتیبا                          | هندوراس             | ۱-۲   | ۱-۲    | جام جهانی فوتبال ۲۰۱۴ برزیل       |
| ۸  | ۶ سپتامبر ۲۰۱۴  | ورزشگاه لاکهارت, فورت لادردیل                              | بولیوی              | ۰-۳   | ۰-۴    | دوستانه                           |
| ۹  | ۱۰ اکتبر ۲۰۱۴   | ورزشگاه رنتچلر فیلد, هارتفورد شرقی                         | ایالات متحده آمریکا | ۱-۱   | ۱-۱    | دوستانه                           |
| ۱۰ | ۱۴ اکتبر ۲۰۱۴   | ورزشگاه ردبول, هریسون                                      | السالوادور          | ۰-۲   | ۱-۵    | دوستانه                           |
| ۱۱ | ۱۴ اکتبر ۲۰۱۴   | ورزشگاه ردبول, هریسون                                      | السالوادور          | ۱-۴   | ۱-۵    | دوستانه                           |
| ۱۲ | ۱۵ ژوئن ۲۰۱۵    | ورزشگاه الیاس فیگوئروآ براندر, والپارایسو                  | بولیوی              | ۳-۱   | ۳-۲    | کوپا آمریکا ۲۰۱۵                  |
| ۱۳ | ۱۹ ژوئن ۲۰۱۵    | ورزشگاه ال تنینته, رانکاگوا                                | مکزیک               | ۰-۲   | ۱-۲    | کوپا آمریکا ۲۰۱۵                  |
| ۱۴ | ۲۴ مارس ۲۰۱۶    | ورزشگاه المپیک آتاهوالپا, کیتو                             | پاراگوئه            | ۰-۱   | ۲-۲    | مقدماتی جام جهانی ۲۰۱۸            |
| ۱۵ | ۸ ژوئن ۲۰۱۶     | University of Phoenix Stadium, Glendale, United States     | پرو                 | ۲-۱   | ۲-۲    | Copa América Centenario           |
| ۱۶ | ۱۲ ژوئن ۲۰۱۶    | MetLife Stadium, East Rutherford, United States            | هائیتی              | ۰-۱   | ۰-۴    | Copa América Centenario           |
| ۱۷ | ۱۱ اکتبر ۲۰۱۶   | Estadio Hernando Siles, La Paz, Bolivia                    | بولیوی              | 1–2   | 2–2    | مقدماتی جام جهانی ۲۰۱۸            |
| ۱۸ | ۱۱ اکتبر ۲۰۱۶   | Estadio Hernando Siles, La Paz, Bolivia                    | بولیوی              | 2–2   | 2–2    | مقدماتی جام جهانی ۲۰۱۸            |
| ۱۹ | ۱۵ نوامبر ۲۰۱۶  | ورزشگاه المپیک آتاهوالپا, کیتو                             | ونزوئلا             | 3–0   | 3–0    | مقدماتی جام جهانی ۲۰۱۸            |
| ۲۰ | ۱۳ ژوئن ۲۰۱۷    | Red Bull Arena, Harrison, United States                    | السالوادور          | 2–0   | 3–0    | دوستانه                           |
| ۲۱ | ۵ سپتامبر ۲۰۱۷  | ورزشگاه المپیک آتاهوالپا, کیتو                             | پرو                 | 1–2   | 1–2    | مقدماتی جام جهانی ۲۰۱۸            |
| ۲۲ | ۷ سپتامبر ۲۰۱۸  | Red Bull Arena, Harrison, United States                    | جامائیکا            | 1–0   | 2–0    | دوستانه                           |
| ۲۳ | ۱۱ سپتامبر ۲۰۱۸ | Toyota Park, Bridgeview, United States                     | گواتمالا            | 1–0   | 2–0    | دوستانه                           |
| ۲۴ | ۱۲ اکتبر ۲۰۱۸   | Jassim bin Hamad Stadium, Doha, Qatar                      | قطر                 | 1–2   | 3–4    | دوستانه                           |
| ۲۵ | ۱۲ اکتبر ۲۰۱۸   | Jassim bin Hamad Stadium, Doha, Qatar                      | قطر                 | 2–4   | 3–4    | دوستانه                           |
| ۲۶ | ۱۵ نوامبر ۲۰۱۸  | Estadio Nacional del Perú, Lima, Peru                      | پرو                 | 2–0   | 2–0    | دوستانه                           |
| ۲۷ | ۲۰ نوامبر ۲۰۱۸  | Estadio Rommel Fernández, Panama City, Panama              | پاناما              | 2–1   | 2–1    | دوستانه                           |
| ۲۸ | ۱ ژوئن ۲۰۱۹     | Hard Rock Stadium, Miami, United States                    | ونزوئلا             | 1–1   | 1–1    | دوستانه                           |
| ۲۹ | ۲۱ ژوئن ۲۰۱۹    | Itaipava Arena Fonte Nova, Salvador, Brazil                | شیلی                | 1–1   | 1–2    | 2019 Copa América                 |
| ۳۰ | ۱۴ نوامبر ۲۰۱۹  | Estadio Reales Tamarindos, Portoviejo, Ecuador             | ترینیداد و توباگو   | 2–0   | 3–0    | دوستانه                           |
| ۳۱ | ۱۴ نوامبر ۲۰۱۹  | Estadio Reales Tamarindos, Portoviejo, Ecuador             | ترینیداد و توباگو   | 3–0   | 3–0    | دوستانه                           |
| ۳۲ | ۷ اکتبر ۲۰۲۱    | Estadio Monumental Isidro Romero Carbo, Guayaquil, Ecuador | بولیوی              | 2–0   | 3–0    | 2022 FIFA World Cup qualification |
| ۳۳ | ۷ اکتبر ۲۰۲۱    | Estadio Monumental Isidro Romero Carbo, Guayaquil, Ecuador | بولیوی              | 3–0   | 3–0    | 2022 FIFA World Cup qualification |
| ۳۴ | ۱۰ اکتبر ۲۰۲۱   | Estadio Olímpico de la UCV, Caracas, Venezuela             | ونزوئلا             | 1–0   | 1–2    | 2022 FIFA World Cup qualification |
| ۳۵ | ۲۹ مارس ۲۰۲۲    | Estadio Monumental Isidro Romero Carbo, Guayaquil, Ecuador | آرژانتین            | 1–1   | 1–1    | 2022 FIFA World Cup qualification |
| ۳۶ | ۲۰ نوامبر ۲۰۲۲  | ورزشگاه البیت , الخور                                      | قطر                 | ۱ – ۰ | ۲ – ۰  | جام جهانی فوتبال ۲۰۲۲ قطر         |
| ۳۷ | ۲۰ نوامبر ۲۰۲۲  | ورزشگاه البیت , الخور                                      | قطر                 | ۲ – ۰ | ۲ – ۰  | جام جهانی فوتبال ۲۰۲۲ قطر         |
| ۳۸ | ۲۵ نوامبر ۲۰۲۲  | ورزشگاه بین‌المللی خلیفه , دوحه                             | هلند                | ۱ – ۱ | ۱ – ۱  | جام جهانی فوتبال ۲۰۲۲ قطر         |